# Jules Armand Louis de Rohan
Jules Armand Louis de Rohan-Guémené (20. října 1768 Versailles – 13. ledna 1836 Sychrov) byl francouzský šlechtic z rodiny Rohanů a voják.

## Život
Byl syn Henriho Louise a měl dva bratry (Charlese Alaina a Victora Meriadeca) a jednu sestru, kteří se dožili dospělého věku. Nejprve se v letech 1782–1785 učil na vojenské škole u Rochambeaua, poté přešel k dělostřelcům. V době vypuknutí revoluce byl velícím důstojníkem rohanských pluků. Poté emigroval a spolu s bratry bojoval proti revoluční Francii (ve službách Velké Británie a Rakouska), v roce 1800 (1801) byl povýšen na generálmajora, z armády odešel v roce 1805 po zranění u Ulmu.
V roce 1806 koupil panství Řepín (jako první české panství koupené Rohany), po restauraci Bourbonů často jezdil do Francie s obchodními a neoficiálními diplomatickými posláními.

## Rodinný život
V roce 1800 si vzal Kateřinu Vilemínu Zaháňskou, ovšem manželství nebylo povedené a dospělo roku 1805 k rozvodu. Rohan si více rozuměl s Vilemíninou sestrou Paulinou, se kterou se mu narodilo v roce 1805 dítě (Marie Wilson). Když se později ukazovala dynastická politika rodu jako nefunkční, adoptoval v roce 1833 právě princ Louis dva dospělé syny Kamila a Benjamina své sestry, která se provdala do rohanské větve Rochefortů.